# 祝联乡
祝联乡，是中华人民共和国四川省凉山彝族自治州普格县曾经下辖的一个乡。2021年1月12日，撤销祝联乡，其所属行政区域为夹铁镇的行政区域。

## 行政区划
祝联乡撤销前下辖以下地区：
威拉体村、乃坚村、果普日村和洛木村。